# Jakobsleiter (Spielzeug)

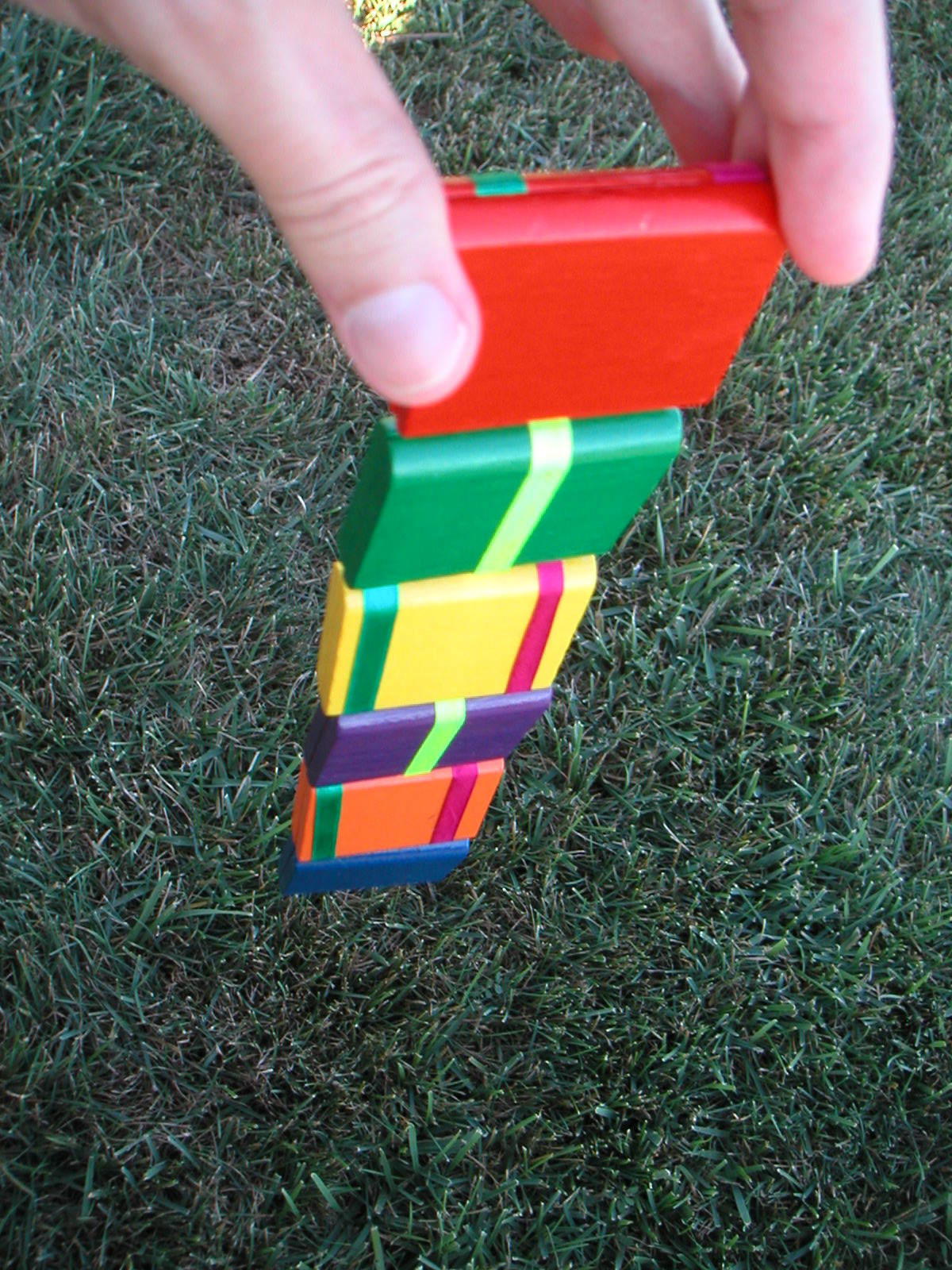
Hängende Jakobsleiter vor der Kaskade

Als Jakobsleiter wird ein Spielzeug bezeichnet, das aus mehreren gleich großen Blöcken (flachen Quadern) besteht, die durch Bänder miteinander verbunden sind. Die Blöcke sind meist aus Holz oder Kunststoff, die Bänder häufig aus Stoff. Die Konstruktion erlaubt eine Bewegung, die einen scheinbaren kaskadenähnlichen Effekt erzeugt.

## Kaskade
Hält man die Jakobsleiter an den schmalen Seiten des obersten Blocks fest, so dass sie lotrecht hängt, und führt eine Drehbewegung mit dem Handgelenk aus, als wolle man den Block, den man hält, neben den zweitobersten klappen, so scheint der zweitoberste Block durch Schwerkrafteinwirkung auf der anderen Seite herunterzufallen und sich wechselseitig durch alle Blöcke nach unten durchzuhangeln. Die Kaskade entsteht, wenn man die Klappbewegung wiederholt wechselseitig ausführt. Es handelt sich um eine optische Täuschung, die Konstruktion und die Bewegung erzeugen nur eine Drehung der Blöcke, die Illusion entsteht durch Impulsweitergabe.

## Konstruktion

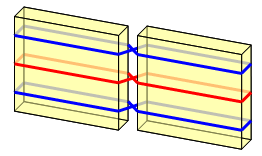
Eine graphische Darstellung der Verbindung zweier Blöcke in einer Jakobsleiter (leider unzureichend, da die Schnurführung nicht erkennbar ist)

Die Bänder sind so an den Blöcken befestigt, dass je zwei nebeneinander liegende Blöcke um sich rotieren können. Den gleichen Mechanismus benutzt das Rubik’s Magic, dort sind die Fäden aber diagonal und sehr eng gespannt, so dass man selbst die flachen Blöcke umklappen muss, weder die optische Täuschung noch die Schwerkraftseinwirkung sind dabei von Interesse. Bemerkenswert dort ist die Adaption in zwei Dimensionen, statt der linearen, eindimensionalen Aufreihung der klassischen Jakobsleiter.

## Begriffsbildung und Geschichte
Da die Kaskade nur durch Desinteresse des Ausführenden beendet wird, die Kaskade aber potentiell unendlich weiterlaufen kann, sah man hier einen Bezug zur christlichen Sage der Jakobsleiter, in der der Unterschied zwischen Transzendenz und Welt durch eine unendlich lange Leiter symbolisiert wird.
Bekannt ist das Prinzip des Spielzeugs schon mindestens seit dem 18. Jahrhundert, sowohl in Europa als auch in Amerika. Bekannter wurde es mit Vermarktung der Rubik’s Magic in den 1980er Jahren.